# 小格頭
小格頭，是臺灣新北市石碇區的一個地名，位於該區中部。相較於今日行政區，其範圍大致包括烏塗里西部凸出部分、格頭里不含東北部、永安里東北部凸出部分。
小格頭南部邊界地帶為翡翠水庫淹沒區。

## 歷史
台灣清治末期，小格頭地區為一街庄，稱為「小格頭庄」，隸屬於文山堡。該庄北與內湖庄、阿柔坑庄、升高坑庄、員潭仔坑庄為鄰，東北與烏塗窟庄、蓬菜藔庄為鄰，東南邊為灣潭庄，南邊為蕃地，西邊為青潭庄。
1901年（日治明治三十四年）11月，該庄隸屬於深坑廳，編入第五區。1903年（明治三十六年）4月，第五區的全部街庄，與第四區、第十區的部分街庄合併為「小格頭區」。1920年（大正九年），該庄改制並改名為「小格頭」大字，隸屬於臺北州文山郡石碇庄，大字下有「小格頭」、「崙尾寮」、「濕水子」、「大湖」、「潭腰」、「竹坑」、「五郎寮」、「火燒樟」、「坑內」、「二格」、「栳寮」、「楠枋寮」、「石崁頭」、「內楒子腳」、「十三股」、「獅子頭坑」、「中楒子寮」、「外楒子寮」、「塗潭」、「直潭」、「柑腳坑」、「小金瓜寮」、「水底寮」、「十股寮」小字名。
戰後石碇庄改制為石碇鄉，隸屬於臺北縣，大字亦改制為村。2010年（民國99年）12月，臺北縣升格為新北市，石碇鄉改制為石碇區，村改制為里。

## 交通
省道台9線屬於「北宜公路」的一部分，經過本地區中北部，由此往東可前往坪林、礁溪、宜蘭、羅東等地，往西可前往新店、台北等地。